# 司馬霊寿
司馬 霊寿（しば れいじゅ、生年不詳 - 485年）は、北魏の官僚・武人。本貫は河内郡温県。

## 経歴
司馬叔璠の長男として生まれた。神䴥年間、弟の司馬道寿とともに北魏に帰順、冠軍将軍の位を受け、温県侯に封ぜら陳郡太守として出向した。南朝宋の侵入に際しては、2000人余の兵を集めて西平公安頡の指揮下に入り、虎牢・滑台・洛陽の3城を落とし、500家あまりを移転させて河内郡に入った。また柔然や北涼に対する征戦に参加し功績を挙げている。晩年は遼西郡太守に任じられ清廉な政治姿勢であったと評価された。485年（太和9年）に死去、懐州刺史を追贈された。諡は靖。

## 妻子

### 妻
- 李峻（李皇后の兄）の娘

### 子
- 司馬恵安（後嗣、恒州別駕、桑乾郡太守、太尉諮議参軍事）
- 司馬直安（東平原郡太守、中散大夫、征虜将軍、太中大夫、左将軍）

## 伝記資料
- 『魏書』巻三十七 列伝第二十五
- 『北史』巻二十九 列伝第十七